# Grand port maritime de Marseille
Ne doit pas être confondu avec Vieux-Port de Marseille.
Le grand port maritime de Marseille, (GPMM) précédemment connu comme « port autonome de Marseille » (PAM) est un établissement public de l'État français, qui exerce conjointement des missions de service public administratif et des missions de service public à caractère industriel et commercial, et dont la tutelle de l'État est exercée par la Direction générale des Infrastructures, des Transports et de la Mer du ministère de la transition écologique et solidaire.
Il a le statut de grand port maritime et est donc géré comme un établissement public à caractère industriel et commercial (EPIC). Il est chargé d'exploiter, de gérer et de promouvoir les installations portuaires de Marseille à Fos-sur-Mer.
Lors du bilan de l'année 2016, en ce qui concerne le trafic total de marchandises, avec 81 millions de tonnes traitées, c'est le premier port français (et le second en EVP), le deuxième port de la  Méditerranée et le cinquième port européen. En 2013, il était le cinquante-et-unième port mondial. Il dispose de la plus grande forme de radoub de la Méditerranée, la forme 10. La tendance de son activité, globalement à la baisse depuis la crise économique mondiale de 2008, consiste en une réduction du transport d'hydrocarbures et de passagers en ferries, et une augmentation du transport de conteneurs et de croisiéristes.

## Histoire

### XIXesiècle: aménagement du Bassin de la Joliette
L'extension du Vieux-Port était envisagée depuis longtemps, mais au début du XIXe siècle les projets ne se concrétisent pas, à l'instar du projet de 1805 de construire un nouveau bassin vers le sud. Les seuls travaux sont des consolidations, la construction d'un bassin de carénage en 1829 (avec sa machine à vapeur en 1836). En 1833, l'ingénieur Victor Poirel commence la construction de la digue d'Alger avec la nouvelle technique de grands blocs de béton, qui sont moins coûteux et bien plus résistants aux vagues que les anciens ouvrages de maçonnerie.
Dans les années 1840, le trafic maritime devient trop intense pour les capacités du Vieux-Port (encombrement, capacité d'accueil), et une extension paraît indispensable. Le trafic passe de 1 374 067 tonneaux en 1830 à 2 932 005 tonneaux en 1847. Des projets modestes d'extension se succèdent.

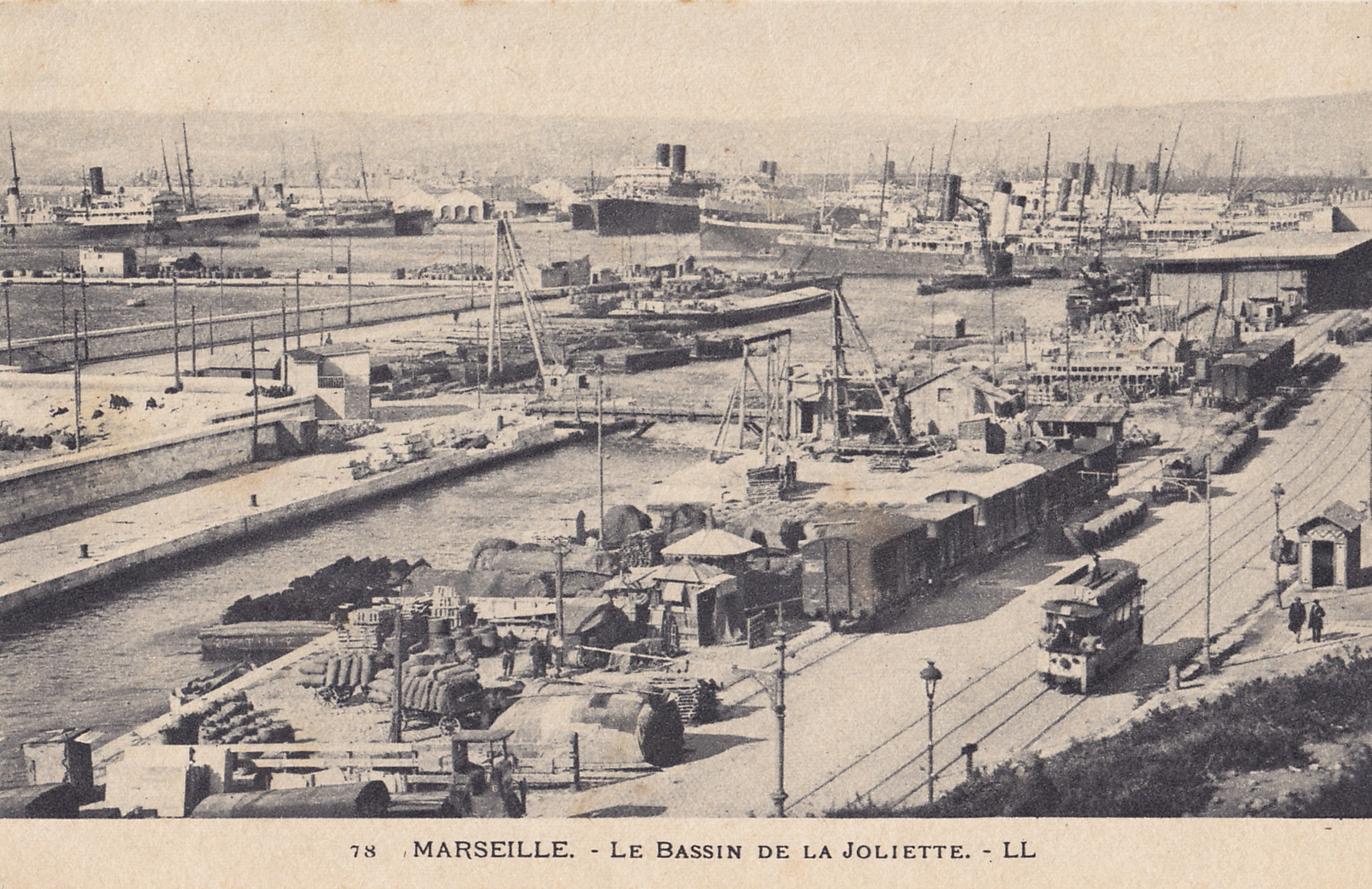
Le bassin de la Joliette, au début du XXe siècle.

Deuxième port de France, l'enjeu devient trop important et la décision échappe à la ville ; par la loi du 5 août 1844 le gouvernement ordonne la construction du bassin de la Joliette, au nord du Vieux-Port, à travers un ambitieux chantier (18 millions de francs). La construction de la digue du Large reprend les techniques de blocs de béton. Les infrastructures de la Joliette commencent à être utilisées dès 1847. Le bassin sera achevé en 1853. Le port auxiliaire du Frioul est agrandi. L'extension du port continue avec la loi du 10 juin 1854 et du décret du 23 novembre 1856 qui ordonnent la construction des bassins du Lazaret et d'Arenc, puis la construction du bassin Napoléon (1859).
Pour relier l’ancien et le nouveau port, la rue Impériale est tracée.

### Le port autonome (1966-2008)

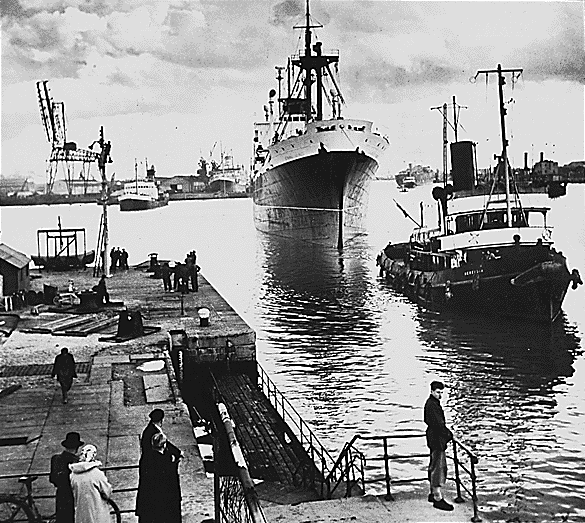
Le port autonome de Marseille, au milieu du XXe siècle

L'extension du port, rendue nécessaire par ses activités croissantes, se réalise sur le golfe de Fos dans les années 1960.
Créé par une loi de juin 1965 et un décret de novembre 1965, le port autonome de Marseille voit le jour officiellement le 1er avril 1966. Il est financièrement autonome.
Il est alors dirigé par un directeur général nommé en conseil des ministres, sur proposition du ministre de tutelle et après avis du conseil d'administration composé de 26 membres représentants les diverses institutions (Chambres de commerce, professionnels portuaires et maritimes, représentants élus du personnel de l'établissement public et des dockers).

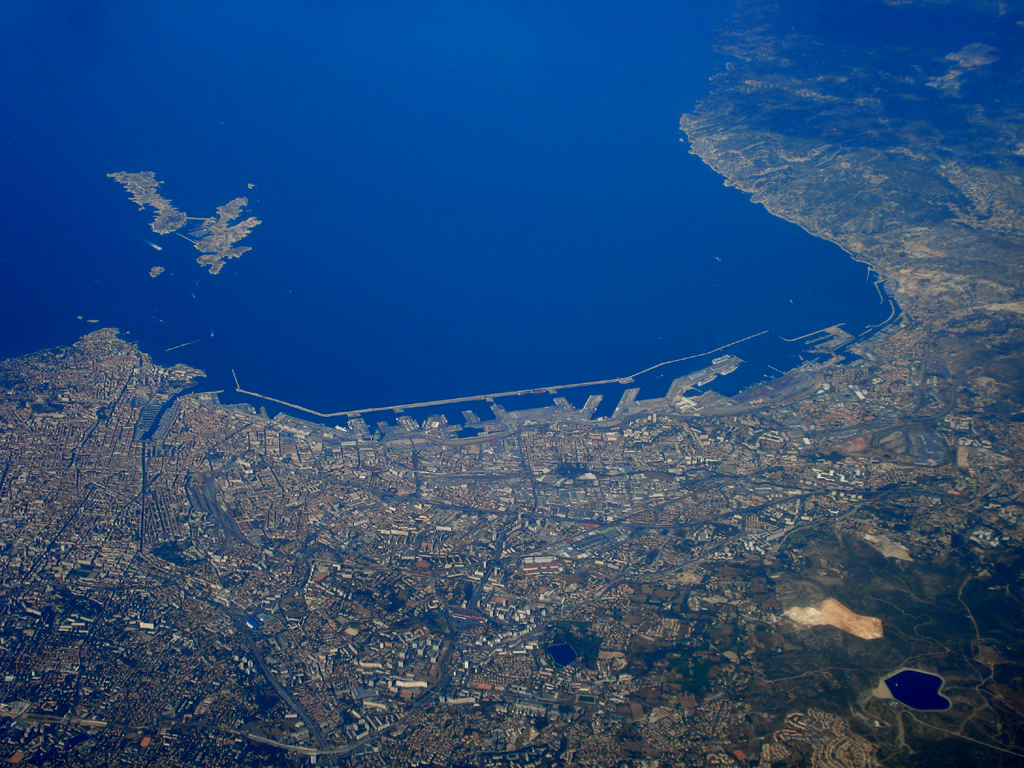
Vue aérienne des ports de Marseille au début du XXIe siècle : à gauche l'« entaille » du Vieux-Port, au milieu le Grand port maritime, à droite les côtes de l'Estaque et Bleue.

### Le grand port maritime
Il a été transformé en « grand port maritime » par le décret no 2008-1033 du 9 octobre 2008.
La crise économique mondiale de 2008 affecte son activité globale, qui se réduit de 100 Mt en 2007 à 83 Mt en 2009, et stagne depuis. Le chiffre d'affaires global est réduit de 35 M€ entre 2009 et 2013.
Le trafic du port se diversifie de plus en plus, notamment en raison de la réduction de l'activité pétrolière (-22 M€ de brut importé sur la période 2009-2013). Le transport de marchandises en conteneurs est en plein essor et le vrac solide progresse. De même, au niveau du transport de passagers, si le transport de passagers en ferry est en déclin depuis 2012 (-20 % en 2014), le port de croisière, en revanche, se développe rapidement, devenant en 2015 le cinquième de Méditerranée : le nombre de croisiéristes a augmenté de 87,3 % entre 2010 et 2014, ce qui constitue la plus forte croissance parmi les leaders méditerranéens.
En 2018, le port atteint la 107e place au classement mondial des ports d'Alphaliner, avec 1,36 million EVP, un chiffre en hausse de 8,8 %.

## Géographie

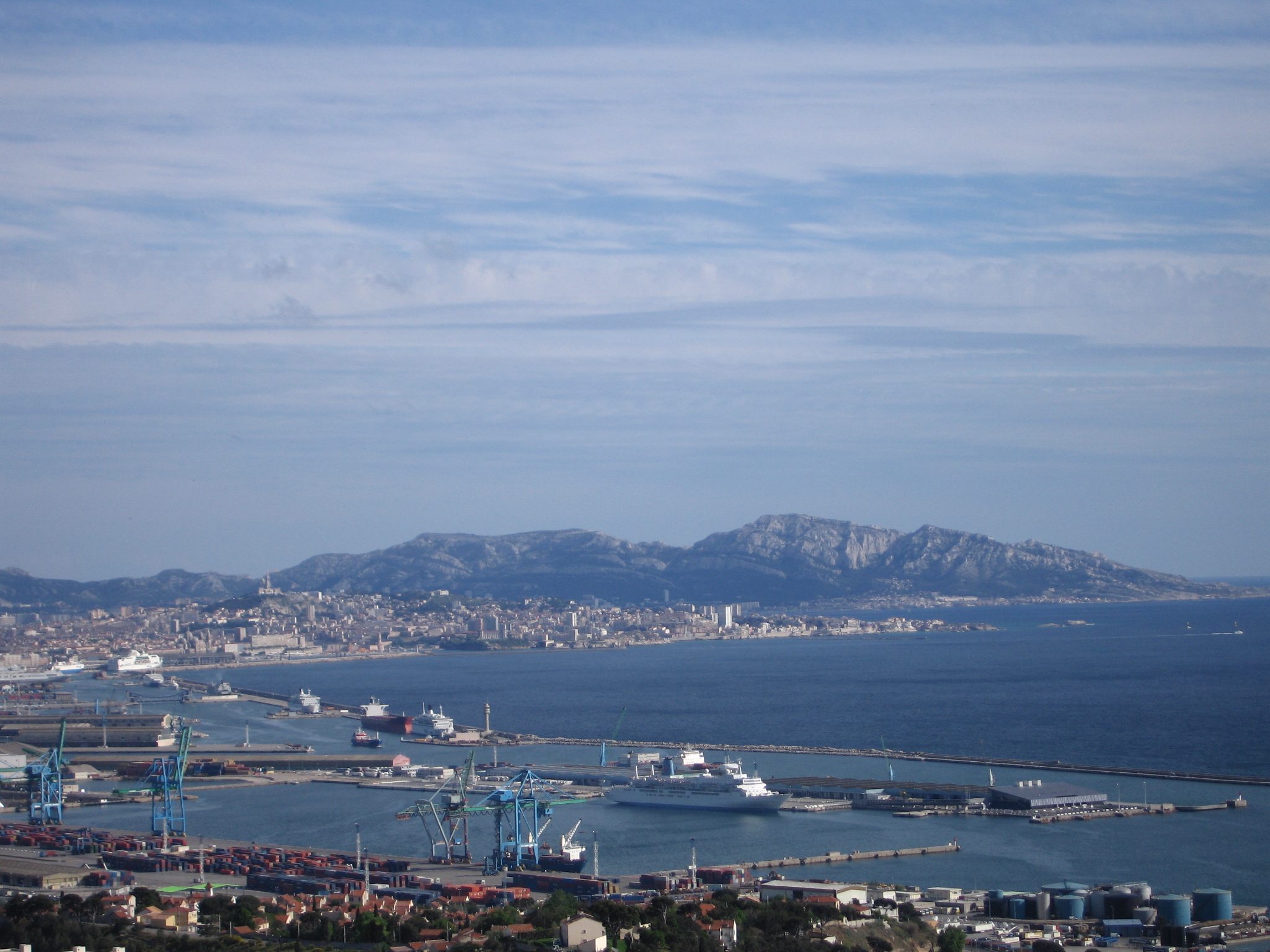
Vue des bassins est du port.

La circonscription du grand port maritime de Marseille s'étend sur 70 km de côtes, allant d'est en ouest du Vieux-Port à Port-Saint-Louis-du-Rhône :
- les bassins est (La Joliette, Arenc, Cap Janet, La Calade, Mourepiane, tous situés à Marseille) ;
- les bassins ouest (Lavéra et Caronte à Martigues, Port-de-Bouc, Fos-sur-Mer, Port-Saint-Louis-du-Rhône).

## Administration

### Directoire
Le grand port maritime est géré par un directoire de quatre membres.

### Conseil de surveillance
Le conseil de surveillance (CS) est présidé par un président élu et comprend entre autres un membre du conseil municipal de Marseille, un élu du conseil syndical du syndicat d'agglomération nouvelle Ouest Provence et un représentant de la Chambre de commerce et d'industrie Marseille-Provence.
L’ancien ministre de l’intérieur Christophe Castaner et l’ancien PDG d’Orange Stéphane Richard ont été nommés au CS du GPMM le 15 novembre 2022 au Journal officiel.

## Zone d'influence

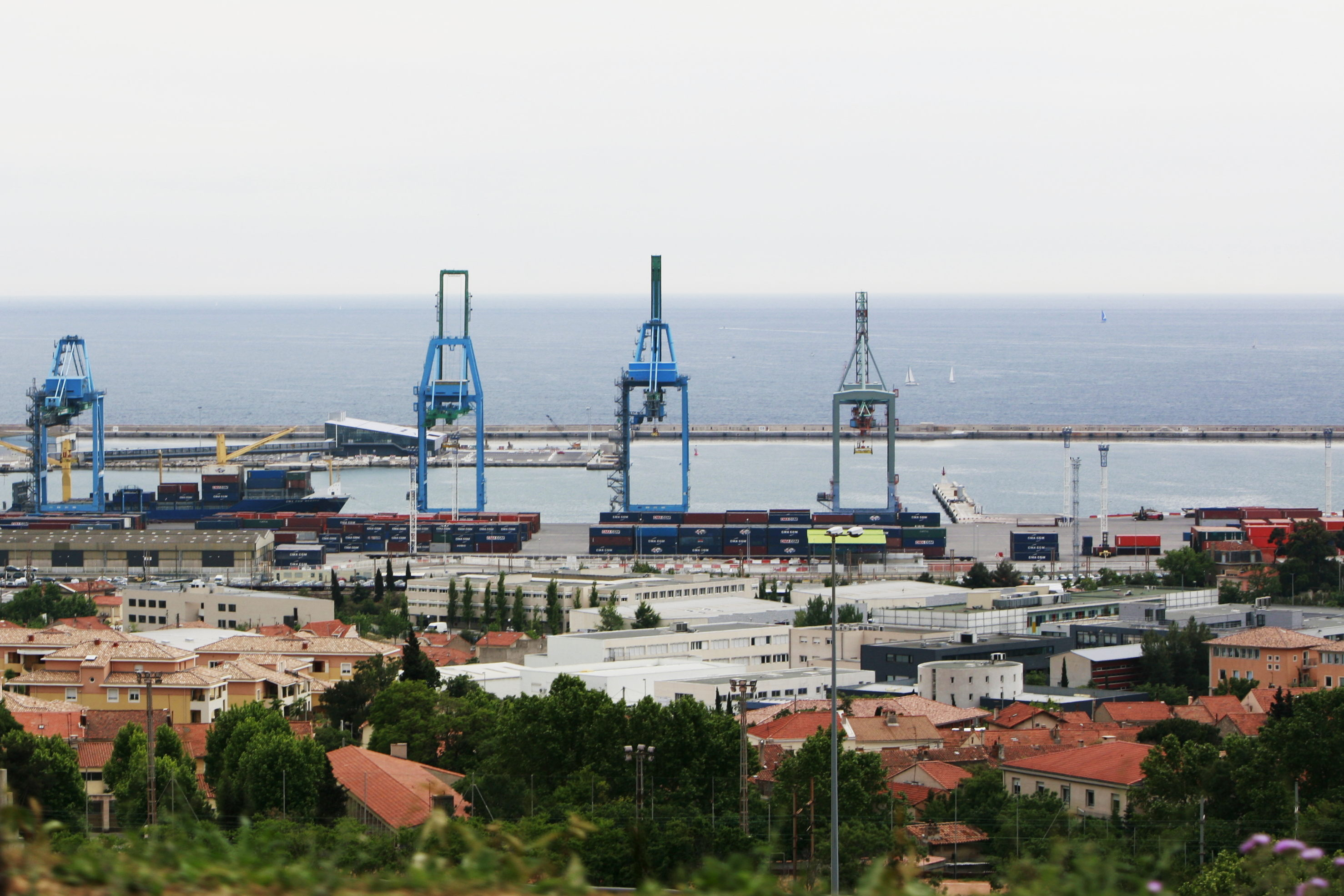
Le terminal conteneurs de Mourepiane.

Son arrière-pays est constitué principalement par la Provence et la vallée du Rhône, mais s'étend plus au nord grâce à un réseau de voies de communication étoffé qui le met en compétition avec les ports de la Manche et de la mer du Nord. les liaisons terrestres sont assurées par les voies routières et autoroutières (autoroute A7), les voies ferrées de rive droite (exclusivement fret) et rive gauche du Rhône et par la ligne TGV Méditerranée, par le Rhône et la Saône canalisés à grand gabarit, ainsi que deux oléoducs (Sud-Européen et Méditerranée-Rhône) et des gazoducs.
Toutefois, comparé aux autres ports méditerranéens, le port de Marseille a perdu le tiers de sa part de marché quant au trafic global depuis 1990, et la moitié de sa part de marché quant au trafic de conteneurs alors qu'il partait à égalité avec les ports rivaux de Barcelone et Gênes.
Un projet de construction d'un technopôle, ou technoport, vise à redynamiser le port en facilitant la communication entre la clientèle du port et les activités scientifiques et technologiques de la région, promouvant l'innovation et renforçant les liens entre le port et la ville. Il inclurait la possibilité de réparer les bateaux de plus de 270 m de long.

## Conflits
Différents conflits sociaux, répétitifs lors des différentes réformes portuaires, ont eu tendance à dissuader une partie de la clientèle qui recherchait une certaine fiabilité.
Un rapport de la Cour des comptes dénonce les conditions de travail avantageuses des dockers du port, dans le contexte de grèves et de blocage des ports français.
Le 26 juin 2007 Nicolas Sarkozy déclare mettre en œuvre une réforme des statuts des ports autonomes pour rendre compétitifs les ports français et limiter l'influence des mouvements sociaux.

## Sécurité
Par convention entre la municipalité de Marseille et la Chambre de commerce, c'est le bataillon de marins-pompiers de Marseille (BMPM) qui assure la sécurité des personnes et des biens du grand port maritime de Marseille. En plus de son personnel qui intervient à terre, le BMPM  arme deux bateaux-pompes. Le « Capitaine de Corvette Paul Brutus » est accosté au centre d'incendie et de secours de La Bigue et le «second-maitre Gaulier» à Port-de-Bouc, d'où ils peuvent intervenir contre les feux de navires.

## Activité
Trafic 2014 :
- 78 520 233 tonnes (-2 %), dont :
  - 47 335 597 tonnes de vracs liquides (-4 %), dont 43 631 418 tonnes d'hydrocarbures (-5 %) ;
  - 13 447 982 tonnes de vracs solides (+2 %) ;
  - 17 736 654 tonnes de marchandises diverses (+3 %), dont 1 179 910 EVP de conteneurs (+7 %) ;
- 2,46 millions de passagers, dont 1,3 millionde croisiéristes (+12 %)[2].

|      | Tonnage général (tonnes) | Conteneurs (EVP) | Passagers (dont croisiéristes) |
| ---- | ------------------------ | ---------------- | ------------------------------ |
| 2010 | 86 M                     | 953 435          | 2,06 M (700 000)               |
| 2011 | 88,07 M                  | 944 047          | 2,3 M (810 500)                |
| 2012 | 85,79 M                  | 1 061 193        | 2,4 M (890 100)                |
| 2013 | 80,04 M                  | 1 097 740        | 2,62 M (1,17 M)                |
| 2014 | 78,52 M                  | 1 179 910        | 2,46 M (1,3 M)                 |
| 2015 | 81,7 M                   | 1 220 000        | 2,5 M (1,446 M)                |
| 2016 | 81 M                     | 1 250 000        | 2,7 M (1,6 M)                  |
| 2019 | 79 M                     | 1 500 000        | 3,1 M                          |
| 2020 | 69 M                     | -10%             | -76%                           |
| 2021 | 75 M                     | 1 500 000        | 1,2 M                          |
| 2022 | 77 M                     | 1 530 000        | 3 M                            |
| 2023 | 72 M                     |                  |                                |

### Hydrocarbures
En 2008, selon l'UFIP, les hydrocarbures (gaz naturel liquéfié non compris) comptent pour 60,7 % du trafic du port de Marseille-Fos (Les quatre raffineries de l'étang de Berre et du golfe de Fos traitent 32 % du raffinage français et elles reversaient 44 millions d'euros de taxe professionnelle aux collectivités locales).
Le GPM reçoit aussi du pétrole qui est envoyé par l'oléoduc sud-européen à la raffinerie de Feyzin (Rhône) dans la banlieue de Lyon et la raffinerie de Cressier (de) près de Neuchâtel en Suisse. Par le passé, ce pipeline alimentait également la raffinerie de Reichstett en Alsace et Karlsruhe en Allemagne. Le PAM se classe comme  3e port pétrolier au monde et prévoit d'ici 2015 ; outre un dépôt supplémentaire de stockage de 800 000 m3 de produits pétroliers raffinés (sur 18 hectares dans le terminal pétrolier de Fos-Cavaou), de s'agrandir pour répondre à des besoins (benzène, GPL, agrodiesel...) qu'il justifie par l'implantation de Biocar (usine d'agrocarburants) et LBC (stockages supplémentaires de produits chimiques et agrocarburants), ceci pour traiter 1,3 million de tonnes par an supplémentaires, soit environ 300 nouvelles escales par an.
En 2022, 8,5 MT de GNL ont été importé via le port, en augmentation de 2,5 MT par rapport à 2021. L'importation de GNL habituellement provenant d'Algérie et du Qatar s'est élargie aux États-Unis et à la Norvège.

### Conteneurs

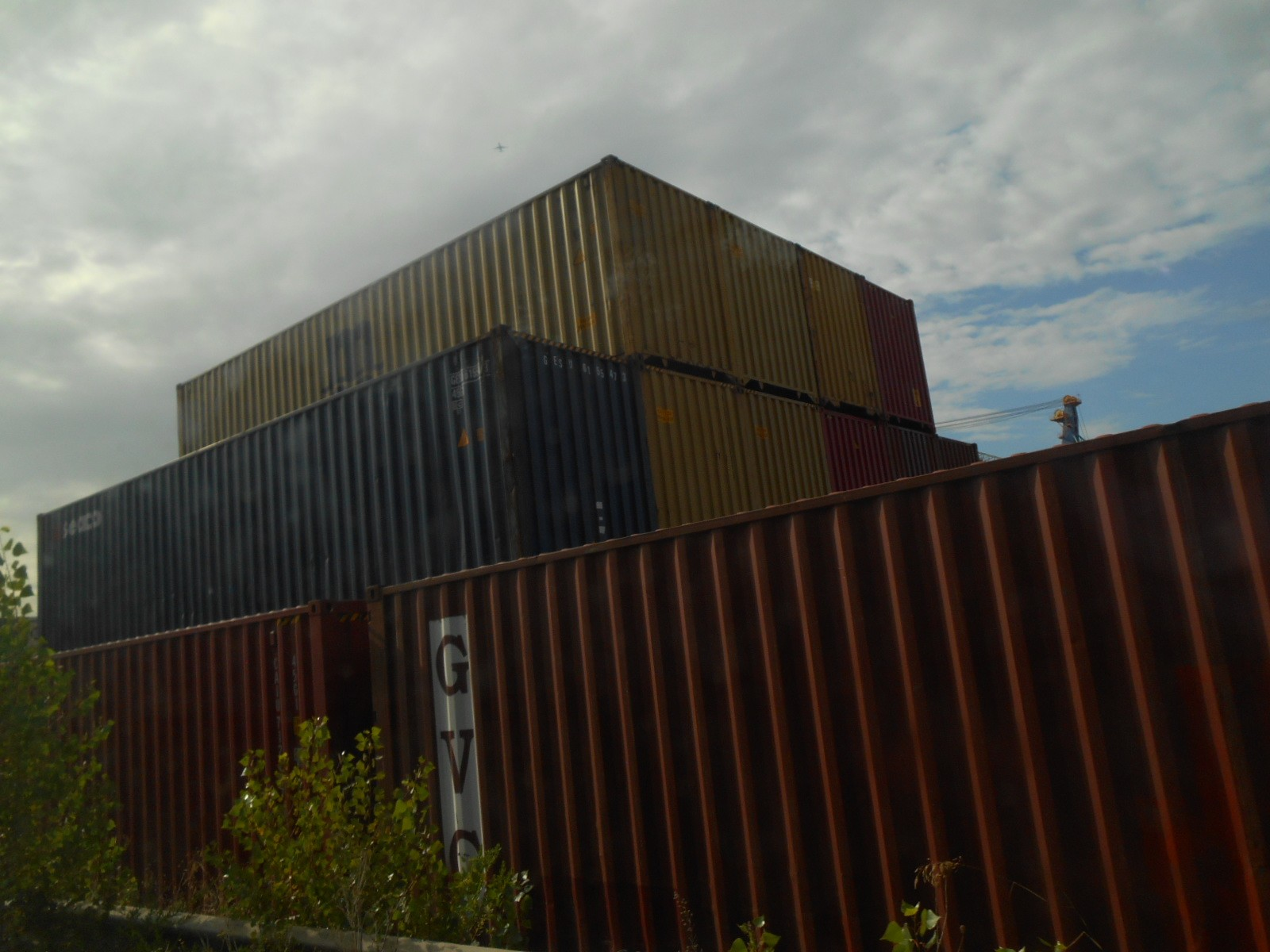
Conteneurs GPAM

### Réparation navale
En 2015 le port dispose entre autres de 3 très grandes cales sèches pour les réparations de navires (à distinguer des cales destinées à la construction) : 

la forme 8 (320 m de long, 50 m de large) pour les gros pétroliers ; la forme 9 pour les navires de croisière ; la forme 10, la plus grande forme européenne avec 465 m de long, 85 m de large et 12,5 m de tirant d’eau, remise en état en 2015.
La forme 10 est l'une des deux seules en Europe, avec celle de Rotterdam, à pouvoir accueillir les 175 grands paquebots naviguant en Méditerranée d'avril à novembre. Son exploitation a été confiée en 2011 pour 25 ans au groupement solidaire San Giorgio/Mariotti/STX Europe.
L'entreprise génoise San Giorgio, spécialisée depuis 1920 dans la réparation navale des cargos, s'est étendue aux navires de croisière et aux vaisseaux spécialisés.
Le marché de cette activité étant très irrégulier, elle occupe seulement 75 travailleurs à temps plein mais peut atteindre des effectifs de 350 personnes lors d'un gros chantier.
Elle n'a jamais encouru de retard dans les délais de livraison, élément particulièrement déterminant pour les transports de passagers.
Autrefois fournisseur direct des réparations, son activité a depuis glissé vers la fourniture de services : San Giorgio rassemble et organise le travail de multiples prestataires sous-traitants, suivant un concept apparenté à celui des « stations-service » automobiles qui fournissent tout le nécessaire aussi bien pour le passager que pour le véhicule.

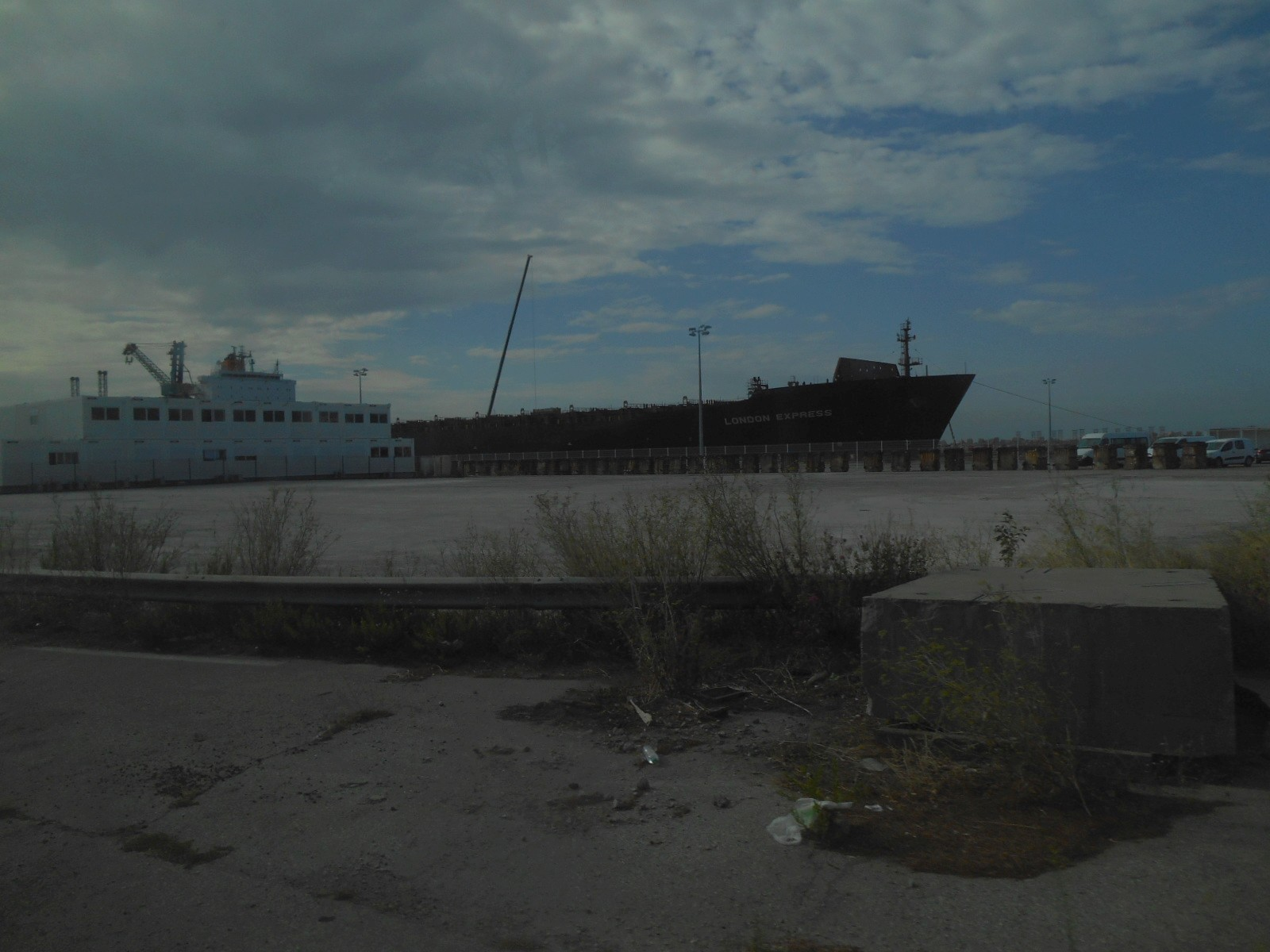
Réparation sur la forme 10 à Marseille

Les très gros navires sont réparés aux États-Unis (Baie de Chesapeake) ou en Asie. Le projet de technoport étudié par le Conseil de Développement Marseille-Provence inclurait la possibilité de réparer les bateaux de plus de 270 m de long.

### Autres activités prévues
Le groupe chinois Quechen Silicon Chemical et le grand port maritime de Marseille (GPMM) ont signé une promesse de bail pour une parcelle de 12 hectares devant opérationnelle en 2021.
Pour le groupe chinois, il s'agit de s'affranchir de certaines barrières commerciales et de réduire le risque du taux de change .
En juillet 2021, une étude de faisabilité du premier projet français de production de biométhane liquéfié (BioGNL) au sein du grand port maritime de Marseille est lancée. Celle-ci est dirigée par EveRé, exploitant du centre de traitement des déchets ménagers, le groupe CMA CGM, l’opérateur Elengy, et Total Energies.
Selon le Président, il faut réfléchir à l'implantation d'EPR sur le site : « on fera en effet plus de renouvelable [...] Je pense qu'il y en aura, mais je ne pense pas à hauteur de 4-5 giga ».

### Transport de passagers

#### Activité ferry

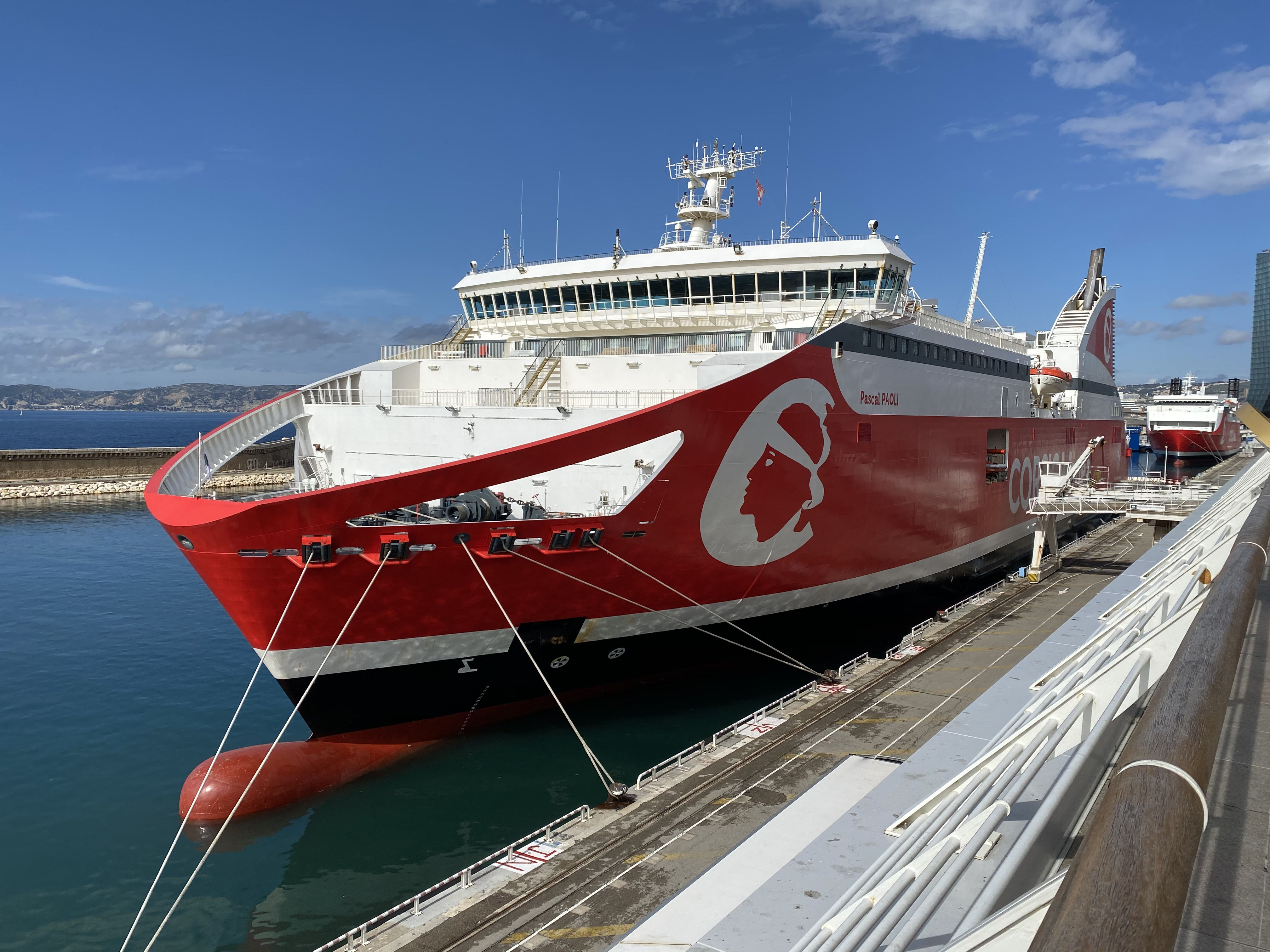
Navires de la compagnie Corsica Linea à La Joliette.

Le port de Marseille est relié quotidiennement à la Corse par des liaisons régulières dans le cadre de la continuité territoriale. Le service est assuré par les compagnies Corsica Linea et La Méridionale qui bénéficient d'une délégation de service public et perçoivent à ce titre des subventions de la région corse. Si la répartition des dessertes était à l'époque équitable entre les deux compagnies, elle est aujourd'hui largement dominée par Corsica Linea depuis la modification du cahier des charges à la fin de l'année 2019. Depuis mars 2021, Corsica Linea assure ainsi une rotation quotidienne vers le port de Bastia, trois à quatre traversées hebdomadaires vers Ajaccio ainsi qu'une traversée chaque lundi, mercredi et vendredi vers les ports secondaires de L'Île-Rousse et Porto-Vecchio. La Méridionale relie quant à elle Ajaccio et Propriano à raison d'un voyage tous les deux jours vers chacun de ces ports.
Des liaisons internationales sont aussi assurées vers l'Afrique du Nord. Des lignes vers l'Algérie sont desservies à l'année par la compagnie publique algérienne Algérie Ferries à raison de plusieurs traversées par semaine vers Alger mais aussi vers Oran, Béjaïa, Annaba et Skikda. La compagnie française Corsica Linea assure également à l'année une à deux rotations par semaine vers Alger en basse saison et jusqu'à quatre en été ainsi qu'une traversée par semaine vers Béjaïa. Des liaisons régulières vers la Tunisie existent aussi, elles relient principalement le port de Tunis à raison de deux traversées par semaine assurées par la Compagnie tunisienne de navigation (CTN) et Corsica Linea. En été, les cadences sont accélérées avec six à sept traversées hebdomadaires effectuées par les deux opérateurs. La CTN assure également des traversées estivales vers Zarzis au sud du pays. Depuis décembre 2020, le port de Marseille est relié au Maroc par des liaisons vers le port de Tanger Med assurées par La Méridionale.

#### Port de croisière
En 2014, le port a accueilli 1,31 million de passagers. Il dépasse Le Pirée, et atteint le cinquième rang des ports de croisière européens, derrière Barcelone, Civitavecchia, Venise et les Baléares. En 2018, le port voit passer 1,71 million de croisiéristes, et vise les deux millions en 2020.

### Impact économique
(avril 2015).
Selon une enquête publiée en octobre 2008 (mais faite d'octobre 2006 à mi-2008, donc avant la crise financière de 2008), ce port génère 12 milliards d'euros de chiffre d'affaires pour les entreprises, pour un résultat net de 800 millions d'euros. Le port conditionnerait ainsi 8 % des emplois salariés du département, soit 41 300 emplois qui se répartissent en 22 700 dans la logistique, 16 000 dans l'industrie, et 1 900 dans les administrations et le tertiaire (services)).

### Pollution
Les habitants et les élus dénoncent les effets de la pollution des paquebots et navires dans le port (souffre, particules fines, oxyde d'azote),. L'observatoire AtmoSud note que la pollution au dioxyde d'azote d'origine maritime dépasse celle provenant des véhicules motorisés sur l'ensemble de la métropole d'Aix-Marseille-Provence. Une plainte contre X a été déposée par 25 riverains et deux associations le mardi 28 février 2023 pour "mise en danger d’autrui et préjudice écologique". À la suite de cette plainte, une enquête publique a été ouverte et a été close le 28 février 2024.